# Gail Jefferson
Gail Jefferson (* 22. April 1938 in Iowa City; † 21. Februar 2008 in Rinsumageest, Niederlande) war eine US-amerikanische Linguistin. Sie prägte die Entwicklung der Konversationsanalyse, zusammen mit Emanuel Schegloff und Harvey Sacks.
Von ihr stammt auch das heute vielfach verwendete System zur Transkription gesprochener Sprache, das v. a. in der englischsprachigen Forschung verwendet wird. Dem Vernehmen nach soll Jefferson die ersten Transkriptionen auf Anweisung Sacks’ entworfen und vorgenommen haben; er überreichte ihr Bandaufnahmen mit den Worten „Schreib mal auf was du da hörst“.

## Werke
- Harvey Sacks, Emanuel Schegloff, Gail Jefferson: A simplest systematics for the organisation of turn-taking in conversation. In: Language, Bd. 50 (1974), Heft 4, S. 696–735.